# Поїздув-Кольонія
Поїздув-Кольонія (пол. Poizdów-Kolonia) — село в Польщі, у гміні Коцьк Любартівського повіту Люблінського воєводства.
Населення — 267 осіб (2011).

## Демографія
Демографічна структура станом на 31 березня 2011 року:
|          | Загалом | Допрацездатний вік | Працездатний вік | Постпрацездатний вік |
| -------- | ------- | ------------------ | ---------------- | -------------------- |
| Чоловіки | 137     | 26                 | 94               | 17                   |
| Жінки    | 130     | 29                 | 63               | 38                   |
| Разом    | 267     | 55                 | 157              | 55                   |